# Melicope rubra
Melicope rubra là một loài thực vật có hoa trong họ Cửu lý hương. Loài này được (Lauterb. & K. Schum.) T.G. Hartley mô tả khoa học đầu tiên năm 2001.